# Ophrys onckelinxiae
Ophrys onckelinxiae är en orkidéart som beskrevs av Pierre Delforge. Ophrys onckelinxiae ingår i ofryssläktet, och familjen orkidéer. Inga underarter finns listade i Catalogue of Life.